# Osmia clarescens
Osmia clarescens är en biart som beskrevs av Cockerell 1911. Osmia clarescens ingår i släktet murarbin, och familjen buksamlarbin. Inga underarter finns listade i Catalogue of Life.